# Miss Mundo 1979
Miss Mundo 1979 fue la 29.ª edición del certamen de Miss Mundo, cuya final se realizó el 15 de noviembre de 1979 en el Royal Albert Hall, Londres, Reino Unido. La ganadora fue Gina Swainson de Bermudas. Fue coronada por Miss Mundo 1978, Silvana Suárez de Argentina.

## Resultados
| Resultados Finales      | Finalistas |
| ----------------------- | --- |
| Miss Mundo 1979         | - Bermudas - Gina Swainson |
| 1° Finalista            | - Reino Unido - Carolyn Seaward |
| 2° Finalista            | - Jamaica - Debbie Campbell |
| 3° Finalista            | - Australia - Jodie Anne Day |
| 4° Finalista            | - Suiza - Barbara Meyer |
| 5° Finalista            | - Brasil - Lea Silvia Dall'acqua |
| 6° Finalista            | - Austria - Karin Zorn |
| Semifinalistas (Top 15) | - Alemania - Andrea Hontschik - Malasia - Shirley Chew - México - Roselina Rosas Torres - Panamá - Lorelay de la Ossa - España - María Dolores Forner Toro - Trinidad y Tobago - Marlene Coggins - Estados Unidos - Carter Wilson - Uruguay - Laura Rodríguez Delgado |

### Premiaciones Especiales
- Miss Personalidad:  Guam - Anne-Marie Franke
- Miss Fotogénica:  Austria - Karin Zorn

## Candidatas
70 candidatas participaron en el certamen.
| - Alemania - Andrea Hontschik † - Argentina - Verónica Ivonne Gargani - Aruba - Vianca Maria Magdalena van Hoek - Australia - Jodie Anne Day - Austria - Karin Zorn - Bahamas - Deborah Elizabeth Major - Bélgica - Christine Linda Bernadette Cailliau - Bermudas - Gina Ann Cassandra Swainson - Bolivia - Patricia Asbún Galarza - Brasil - Lea Silvia dall'Acqua - Canadá - Catherine Emily Mackintosh - Chile - Mariela Verónica Toledo Rojas - Chipre - Eliana Djiaboura - Colombia - Rosaura Rodríguez Covo - Corea - Hong Yeo-jin - Costa Rica - Marianela Brealy Mora - Dinamarca - Lone Gladys Joergensen - Ecuador - Olga Lourdes Padilla Guevarra - El Salvador - Judith Ivette López Lagos - España - María Dolores (Lola) Forner Toro - Estados Unidos - Carter Wilson - Filipinas - Josefina Francisco - Finlandia - Tuire Venla Sulotar Pentikainen - Francia - Sylvie Hélène Marie Perera - Gibraltar - Audrey Lopez - Grecia - Mika (Dimitra) Dimitropoulou - Guam - Anne-Marie Kay Franke - Guatemala - Michelle Marie Domínguez Santos - Holanda - Nannetje Johanna (Nanny) Nielen - Honduras - Gina María Weidner Cleaves - Hong Kong - Mary Ng Wei Lei - India - Raina Winifred Mendonica - Irlanda - Maura McMennamim - Isla de Man - Kathleen Mary Craig - Islandia - Sigrún Sætran | - Islas Caimán - Jennifer Pearl Jackson - Islas Vírgenes de los Estados Unidos - Jasmine Olivia Turner - Israel - Dana Feller - Italia - Rossana Serratore - Jamaica - Debbie Rachelle Campbell - Japón - Motomi Hibino - Jersey - Treena Alison Foster - Lesoto - Pauline Essie Kanedi - Líbano - Jacqueline (Jacky) Riachi - Malasia - Shirley Chew - Malta - Elena Christine Abela - Mauricio - Marie Chanea Allard - México - Roselina Rosas Torres - Nigeria - Helen Prest-Ajayi - Noruega - Jeannette Aarum - Nueva Zelanda - Nicola Lesley (Nikki) Ducksworth - Panamá - Lorelay de la Ossa - Paraguay - Martha María Galli Romanach - Perú - Lucía Magali Pérez Godoy Quintanilla - Portugal - Ana Gonçalves Vieira - Puerto Rico - Daisy Marissette López - Reino Unido - Carolyn Ann Seaward - República Dominicana - Sabrina Brugal Tillian - Samoa - Danira Leilani Schwalger - Singapur - Violet Lee - Sri Lanka - Shamila Weerasooriya - Suecia - Ingrid Marie Säveby - Suiza - Barbara Meyer - Suazilandia - Gladys Adelaide Carmichael - Tahití - Thilda Raina Fuller - Tailandia - Tipar Suparbpun - Trinidad y Tobago - Marlene Coggins - Turquía - Sebnem Unal - Uruguay - Laura Rodríguez Delgado - Venezuela - Tatiana Capote Abdel |

## Sobre los países en Miss Mundo 1979

### Debut
- Lesoto

### Retiros
- Curazao
- Dominica
- San Vicente y las Granadinas
- Túnez

### Regresos
- Compitió por última vez en 1973:
  -  Portugal
- Compitió por última vez en 1976:
  -  Guatemala
- Compitieron por última vez en 1977:
  -  Bolivia
  -  Líbano
  -  Panamá

### Crossovers
Miss Universo
| - 1979: Alemania - Andrea Hontschik (Top 12) - 1979: Austria - Karin Zorn - 1979: Bélgica - Christine Linda Bernadette Cailliau - 1979: Bermudas - Gina Swainson (Primera Finalista) - 1979: Dinamarca - Lone Gladys Joergensen - 1979: El Salvador - Judith Ivette López Lagos - 1979: Francia - Sylvie Hélène Marie Perera - 1979: Guatemala - Michelle Marie Domínguez Santos | - 1979: Honduras - Gina María Weidner Cleaves - 1979: Mauricio - Marie Chanea Allard - 1979: Reino Unido - Carolyn Ann Seaward (Segunda finalista) - 1980: Irlanda - Maura McMennamim - 1980: Paraguay - Martha María Galli Romanach - 1980: Tahití - Thilda Raina Fuller (Top 12) - 1986: Islas Vírgenes de los Estados Unidos - Jasmine Olivia Turner |

Miss Internacional
- 1975:  Holanda - Nannetje Johanna (Nanny) Nielen
- 1978:  Chile - Mariela Verónica Toledo Rojas
- 1979:  Noruega - Jeanette Aarum (Primera finalista)

Miss Europa
- 1979/80:  Austria - Karin Zorn (Ganadora)

## Otros datos de relevancia
- Gina Swainson (Bermuda) clasificó como primera finalista en el concurso Miss Universo 1979 que fue ganado por Maritza Sayalero de Venezuela.
- Danira Leilani Schwalger (Samoa) tiene ascendencia neozelandeza y maorí, y es hermana de "Lenita Marian Schwalger", que compitió en Miss Universo 1981, sin figurar.
- Tatiana Capote Abdel (Venezuela) en el ensayo general de la gran final, sufre un incómodo accidente, cuando su busto quedó al desnudo, al soltarse las tiras de su traje de baño. Tatiana se convirtió en una de las actrices más importantes de la televisión en Venezuela en la década de los 80 y 90, del siglo XX.